# دبليو. جيوفري آرنوت
دبليو. جيوفري آرنوت (بالإنجليزية: W. Geoffrey Arnott)‏ هو عالم لغوي كلاسيكي وعالم طيور بريطاني، ولد في 17 سبتمبر 1930 في بري ‏ في المملكة المتحدة، وتوفي في 1 ديسمبر 2010.